# 施陶丁格反应
Staudinger反应（Staudinger reaction），又称Staudinger还原反应（Staudinger reduction），由 Hermann Staudinger 发现并首先报道。
叠氮化物与膦（如三苯基膦）或亚磷酸酯反应得到亚胺基膦烷中间体，此中间体再经水解，可得相应的胺和氧化膦（如三苯基氧膦），从而提供了一种通过叠氮化物还原制备胺的方法。
反应实例：

## 反应机理
膦对叠氮化物的端基氮进行亲核加成，其次分子内环化为磷杂三吖丁环中间体，然后放出氮气并产生亚胺基膦烷，最后亚胺基膦烷水解为胺和氧化膦。

## Staudinger连接反应
Staudinger 连接反应（Staudinger ligation），2000年由 Saxon 和 Bertozzi 发展。
用一般位于三芳膦上的亲电基团（如甲酯）捕获氮杂叶立德（亚胺基膦烷）中间体，在水介质中进行作用，重排后得到分子内酰胺基氧化膦。

### 应用
Staudinger 连接反应在化学生物学中有很广泛的应用，例如此反应可用于荧光标记的核苷的合成：